# Rick Dees
Rick Dees, geboren als Rigdon Osmond Dees, (Jacksonville, 14 maart 1950) is een Amerikaanse entertainer, radiopersoonlijkheid, komiek, acteur en stemartiest, vooral bekend van zijn internationaal gesyndiceerde radioshow The Rick Dees Weekly Top 40 Countdown en voor het satirische nieuwigheidsliedje Disco Duck uit 1976.
Dees is een ontvanger van de People's Choice Award, een Grammy Award-genomineerde uitvoerend artiest en een inductee van de Broadcast Hall of Fame. Hij zong de titelsong voor de film Meatballs. Hij was medeoprichter van het E.W. Scripps-televisienetwerk Fine Living, nu het Cooking Channel en heeft Rick Dees in the Morning gepresenteerd op 102.7 KIIS FM en Hot 92.3 in Los Angeles. Vandaag zet hij zijn eigen gesyndiceerde dagelijkse radioshow Daily Dees en de gesyndiceerde Rick Dees Weekly Top 40 Countdown voort.

## Jeugd
Dees groeide op in Greensboro en voltooide een studie met als thema radio- en filmwetenschap aan de Universiteit van North Carolina te Chapel Hill met de bachelor.

## Carrière

### Radio
Dees begon zijn radiocarrière bij het radiostation WGBG in Greensboro, terwijl hij nog op de middelbare school zat. Hij werkte voor verschillende radiostations in het zuidoosten van de Verenigde Staten, waaronder WCAR (nu bekend als WXYC) in Chapel Hill, WSGN in Birmingham en WKIX in Raleigh.
Zijn introductie in de internationale entertainmentarena begon tijdens zijn werk bij WMPS AM 680 (The Great 68) in Memphis tijdens de discorage van midden tot eind jaren 1970, toen hij Disco Duck schreef en opnam in 1976, waarvan meer dan 6 miljoen exemplaren werden verkocht. De song werd in 1977 gecoverd door D.J. Scott. Ook de toenmalige Duitse radiopresentator Willem lukte een hitsucces met de song Tarzan ist wieder da, die een passage bevat uit Disco Duck. Het nummer is te horen in Saturday Night Fever, in een korte scène waarin een groep oudere mensen leerde hun voeten op de discobeat te bewegen. Hoewel deze platina-opname hem een People's Choice Award voor «Favorite New Song» en de BMI Award voor recordverkoop in één jaar opleverde, werd Dees door het stationsmanagement uitdrukkelijk verboden het nummer in de ether te spelen (rivaliserende stations weigerden het te spelen uit angst om hun concurrentie te promoten). Dees werd ontslagen bij WMPS toen hij zei dat zijn nummer Disco Duck bijna nummer 1 was en dat zijn eigen radiostation hem het niet wilde laten spelen. Volgens de stationsmanager was er sprake van belangenverstrengeling. Dees voerde de eigenlijke duckzang niet uit op het nummer, omdat hij niet kon 'praten als een eend'. De zang voor de eend werd gedaan door Michael Chesney uit Memphis voor de concerttournee. Chesney had voorafgaand aan Disco Duck enkele komische stemmen voor Dees gedaan. De tournee ging van Disney World naar New York, aangekondigd als Rick Dees en The Cast of Idiots. Nadat aan een niet-concurrentiebeding van 45 dagen in zijn contract was voldaan, werd Dees ingehuurd door RKO Radio om de ochtendshow te doen in WHBQ AM 560 in Memphis.
Het succes van Dees bij hun radiostation in Memphis, gecombineerd met zijn tv-optredens en hitmuziek, motiveerde stationseigenaar RKO General om Rick de ochtendradioshow in Los Angeles om 93KHJ AM aan te bieden. Dees verhoogde hun luisterdichtheid, maar AM-muziekradio verloor snel terrein aan FM. Toen KHJ overstapte naar countrymuziek, verliet Dees KHJ en nam op 11 juli 1981 een ochtendfunctie aan bij KIIS-FM. In korte tijd maakte hij van KIIS-FM het meest winstgevende radiostation in Amerika, met een vermogenswaarde van bijna een half miljard dollar.
Hij begon zijn Weekly Top 40 countdown-programma in het weekend van 8-9 oktober 1983 op 18 stations. De show werd gemaakt nadat de zender KIIS van Dees de Amerikaanse Top 40 had laten vallen in een geschil over het afspelen van netwerkcommercials. De Weekly Top 40 is elk weekend te horen in meer dan 200 landen over de hele wereld en het Armed Forces Radio Network. Het wordt in eigen land gedistribueerd door Compass Media Networks en internationaal door Dees Entertainment International (via Radio Express). In december 2008 werd de Weekly Top 40 het eerste Engelstalige radioprogramma dat in China werd uitgezonden. De gesyndiceerde Countdown is beschikbaar in verschillende edities, waaronder Hit Radio (voor hedendaagse populaire radiostations), Hot Adult (Hot Adult hedendaagse radiostations), 80s Edition en 90s Edition bij terrestrische radiostations over de hele wereld.
Na 23 jaar bij het radiostation KIIS-FM, vertrok Dees op 10 februari 2004 zonder officiële verklaring en werd hij vervangen door Ryan Seacrest. Dees keerde terug naar de radio in Los Angeles in augustus 2006 bij KMVN, Movin 93,9, waar hij samen met Patti 'Long Legs' Lopez en Mark Wong de ochtendshow presenteerde. Op 15 april 2009 ontsloeg Movin 93,9 zijn radiopersoonlijkheden en werd het formaat veranderd in Spaanse hedendaagse muziek na een verhuur van het station aan het bedrijf Grupo Radio Centro uit Mexico City. Dees was een van de laatste stemmen op het station voor de ommekeer, waardoor luisteraars van zijn show werden doorverwezen naar RICK.COM. Op 20 april 2011 keerde Dees voor de tweede keer terug, dit keer bij KIIS' zusterstation KHHT, na de formaatomzetting van het station naar een op goud gebaseerde Rhythmic AC. Zijn show bij KHHT duurde een jaar.
Dees gaat door met de wereldwijde distributie van zijn Rick Dees Weekly Top 40 Countdown naar terrestrische radiostations en streaming in de Verenigde Staten, waardoor het de langstlopende item met popmuziek ter wereld is. Hij blijft ook bij de Daily Dees dagelijkse show presenteren.
Dees heeft vele onderscheidingen gekregen, waaronder de Marconi Award, de opname in zowel de National Radio Hall of Fame als de National Association of Broadcasters Hall Of Fame. In 1984 ontving hij een Grammy Award-nominatie voor zijn komische album Hurt Me Baby – Make Me Write Bad Checks en ontving sindsdien de Grammy Governor's Award. Zijn andere komische albums I'm Not Crazy, Rick Dees Greatest Hit (The White Album) en Put It Where The Moon Don't Shine hadden ook wereldwijd succes. Hij is een inductee in de North Carolina Music Hall Of Fame, de Tennessee Radio Hall Of Fame, heeft de Billboard Radio Personality Of The Year award voor 10 opeenvolgende jaren ontvangen, ontving een People's Choice Award en werd bekroond met een ster op de Hollywood Walk of Fame.

### Films en televisie
Op televisie presenteerde Dees zijn eigen latenightshow Into the Night Starring Rick Dees bij het ABC-televisienetwerk in de vroege jaren 1990, die één seizoen liep en werd geannuleerd vanwege de lage kijkcijfers. Hij heeft gastrollen gespeeld in Roseanne, Married... with Children, Cheers, Diagnosis: Murder, The Love Boat en vele andere hitshows. Daarnaast presenteerde Dees de gesyndiceerde serie Solid Gold van Paramount Television en zijn stem is te horen geweest in tal van animatiefilms, waaronder The Flintstones, waar hij speelde als Rock Dees en The Jetsons: The Movie, waar hij de stem van Rocket Rick insprak.
In speelfilms speelde Rick Dees de hoofdrol in La Bamba, waarin hij de iconische Ted Quillin speelde, de diskjockey uit Los Angeles die de carrière van Ritchie Valens hielp lanceren.
In 2020 gaf Rick Dees de stem van Peter Griffins' impressie van hemzelf in de Family Guy-aflevering La Famiglia Guy.

## Fisher v. Dees en andere juridische problemen
In 1984 deed Dees (en zijn platenmaatschappij) een verzoek aan Marvin Fisher, de eigenaar van het auteursrecht op de muziek van het nummer When Sunny Gets Blue, om toestemming om het nummer te gebruiken in een parodie op het optreden van Johnny Mathis. Fisher weigerde toestemming te verlenen voor het gebruik. Dees besloot een parodie te maken, zelfs zonder toestemming van de auteursrechthebbende, en gebruikte ongeveer 29 seconden van het nummer Put It Where the Moon Don't Shine in een parodiealbum
Fisher klaagde Dees aan voor inbreuk op het auteursrecht. De rechtbank oordeelde dat het parodielied When Sonny Sniffs Glue duidelijk bedoeld was om de spot te drijven met de zangstijl waar Johnny Mathis bekend om stond en dus geen inbreuk maakte. De beslissing werd in hoger beroep bevestigd, in Fisher v. Dees 794 F.2d 432 (9e Cir. 1986).
In een niet-gerelateerde zaak uit 1991 werd Dees met succes aangeklaagd voor een schadevergoeding van $ 10 miljoen. De rechtbank oordeelde dat Dees en zijn zaakvoerder met kwaadaardigheid en onderdrukking handelden door winsten af te leiden van Dees' Top 40 countdown-programma en vonniste ten voordele van een voormalige zakenpartner.

## Onderscheidingen
In 1999 werd hij opgenomen in de Radio Hall of Fame en onderscheiden met de People's Choice Award. Bovendien heeft hij een ster op de Hollywood Walk of Fame.

## Privéleven
Rick Dees woont in het Zuid-Californische Toluca Lake.

## Discografie

### Singles
- 1976:	Disco Duck (met His Cast of Idiots)
- 1976: Dis-Gorilla (met His Cast of Idiots)
- 1984:	Eat My Shorts

### Studioalbums
- 1976:	The Original Disco Duck
- 1983: Hurt Me Baby, Make Me Write Bad Checks
- 1984: Put It Where the Moon Don't Shine
- 1985: I'm Not Crazy
- 1996: Spousal Arousal

- Biblioteca Nacional de España: XX4604823
- International Standard Name Identifier: 0000 0001 1684 2702
- Library of Congress Control Number: n91053833
- MusicBrainz: 16636bc5-051a-45c7-9479-eca5f3596d5f
- Système universitaire de documentation: 180754203
- Virtual International Authority File: 90649700
- WorldCat: E39PBJfCybyHjX8VQ4cHqgjpyd